# Vignoble du Blayais et du Bourgeais
Le vignoble de Blaye et de Bourg, appelé aussi vignoble du Blayais et du Bourgeais, est une région du vignoble de Bordeaux bordant la rive droite de la Gironde et s'étendant sur 5 000 hectares autour des villes de Blaye et de Bourg.

## Appellations
Le vignoble produit quatre appellations spécifiques en plus de celles génériques (bordeaux, bordeaux-supérieur et crémant de Bordeaux) :
- blaye puis blavia (rarement revendiquée) ;
- blaye-côtes-de-bordeaux (une dénomination géographique complémentaire au sein de l'appellation côtes-de-bordeaux) ;
- côtes-de-blaye (qui n'est plus revendiquée depuis 2015 et ne fait plus partie de la liste des AOC sur le site de l'INAO) ;
- côtes-de-bourg.

## Géographie

### Géologie

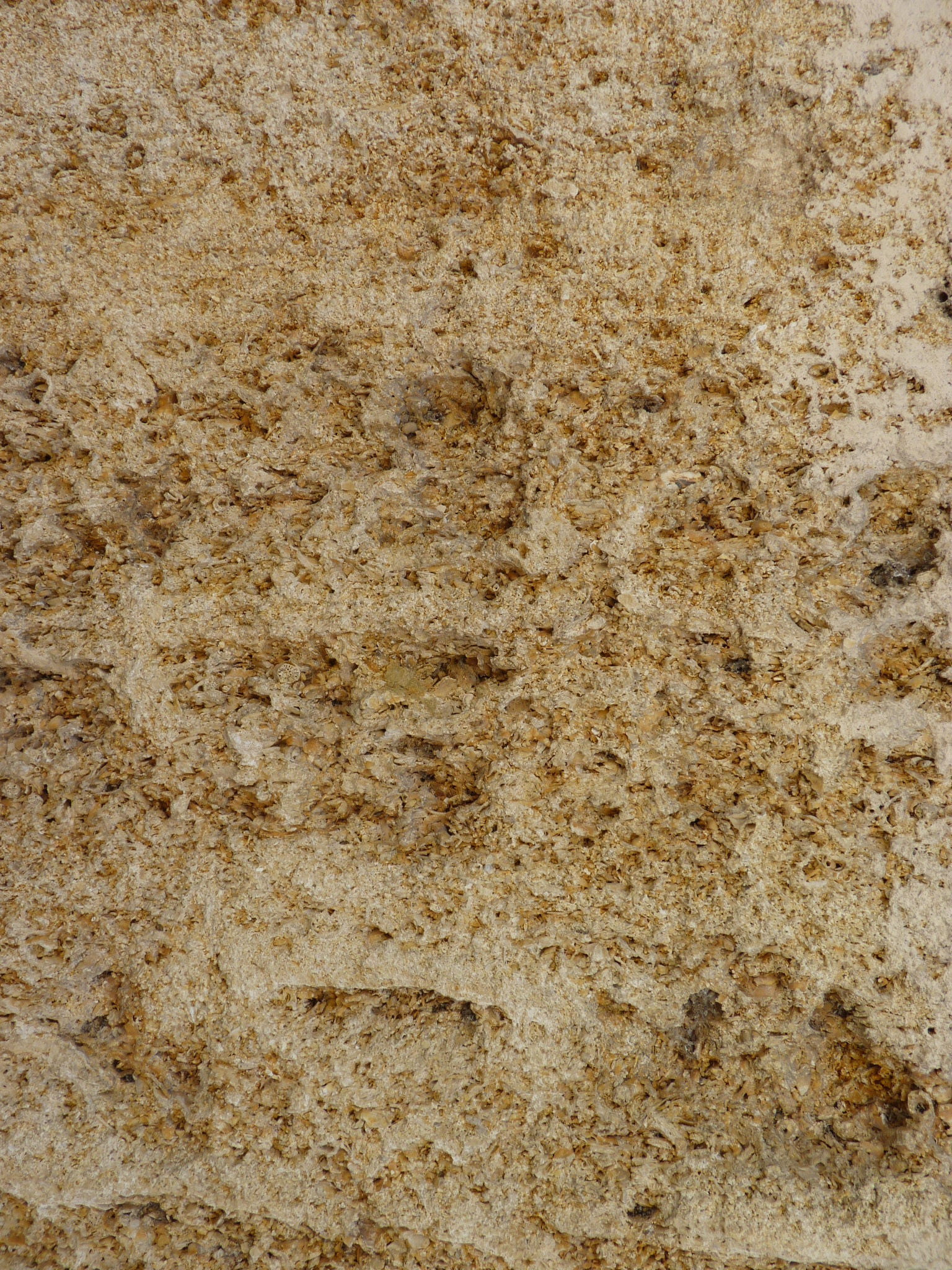
Du calcaire à Astéries sur une maison de Sainte-Foy-la-Grande.

Le Blayais est avant tout calcaire. Autour de Blaye c'est la formation dite « calcaire de Blaye » (chargée en Miliolidae et Échinodermes) datant de l'Éocène moyen (peut-être le Lutétien) qui affleure, rapidement recouvert plus à l'est par le « calcaire de Plassac » (Éocène supérieur d'origine lacustre) sur les reliefs et des colluvions argileux wurmien et holocène sur les versants et les fonds. L'arrière-pays encore plus à l'est a des reliefs de « calcaire de Saint-Estèphe » gréseux à débris de fossiles (Échinodermes, bivalves, gastéropodes et Miliolidae ; de l'Éocène) avec des vallons remplis de colluvions sableux quaternaires.
Le Bourgeais est un peu différent, avec sur le relief au-dessus de Bourg des lambeaux de calcaire à Astéries (des étoiles de mer) datant de l'Oligocène (Rupélien) appelé « calcaire de Bourg » localement, d'origine récifale (présence de polypiers, d'algues mélobésiées, de mollusques et de crabes Carpiliidae) avec des niveaux inférieurs marneux. Le coteau bordant la Dordogne (de Gauriac à Bourg) est couvert de limon ocre-jaune d'origine éolien dit « limon du Bourgeais », tandis que l'arrière-pays est lui couvert des sables et graviers dit « de Pugnac » datant de l'Éocène moyen et supérieur,.

### Climatologie
C'est un climat tempéré de type océanique, assez chaud pour permettre la culture des vignes même sur terrain plat. La pluviométrie est répartie de manière assez homogène tout au long de l'année avec des automnes plutôt pluvieux. L'arrivée plus précoce des perturbations entraine une année difficile. Au contraire, les années à belle arrière-saison assurent de bons millésimes. Les températures donnent des hivers doux et des étés relativement chauds. Le bon ensoleillement assure une bonne maturité au raisin.
La station météorologique de Météo-France à Saint-Gervais (45° 01′ 38″ N, 0° 28′ 22″ O, à 42 mètres d'altitude), fournit des relevés depuis 1995.
| Mois                              | jan. | fév. | mars | avril | mai  | juin | jui. | août | sep. | oct. | nov. | déc. | année |
| --------------------------------- | ---- | ---- | ---- | ----- | ---- | ---- | ---- | ---- | ---- | ---- | ---- | ---- | ----- |
| Température minimale moyenne (°C) | 3,5  | 3,3  | 5,4  | 7,6   | 11,1 | 14,1 | 15,5 | 15,4 | 12,5 | 10,3 | 6,3  | 3,8  | 9,1   |
| Température moyenne (°C)          | 6,8  | 7,5  | 10,4 | 13    | 16,5 | 19,7 | 21,3 | 21,5 | 18,4 | 15,1 | 10   | 7,2  | 14    |
| Température maximale moyenne (°C) | 10,2 | 11,7 | 15,4 | 18,3  | 21,9 | 25,3 | 27,1 | 27,5 | 24,3 | 19,9 | 13,8 | 10,6 | 18,8  |
| Précipitations (mm)               | 83,5 | 61   | 61,4 | 66,5  | 63,6 | 63,5 | 44,7 | 51,8 | 62,7 | 75,6 | 98,5 | 92,1 | 824,9 |

## Gastronomie
Les vins rouges sont puissants et fruités. Ils accompagnent bien les viandes rouges ou les fromages, tels que :
- civet, petit gibier ;
- agneau (navarin, gigot) ;
- bœuf (rôti, entrecôte, côte) ;
- canard ;
- chèvre sec ;
- brebis.

Les vins blancs sont secs et aromatiques. Exemples d'accompagnement pour des premières-côtes-de-Blaye :
- fruits de mer ;
- poêlée de Saint-Jacques ;
- poisson en sauce ;
- tourte au saumon.